# Барвінок (Звенигородський район)
Барві́нок — село в Україні, у Водяницькій сільській громаді Звенигородського району Черкаської області, підпорядковане Чемериській сільській раді. Населення — 54 мешканці.

## Історія
- Село постраждало внаслідок геноциду українського народу, проведеного окупаційним урядом СССР 1923-1933 та 1946-1947 роках.